# زبان‌شناسی کاربردی انتقادی
زبان‌شناسی کاربردی انتقادی (انگلیسی: Critical applied linguistics) رویکردی سیاسی به زبان‌شناسی کاربردی است که ادعای ایستادگی در برابر نابرابری‌ها و بی‌عدالتی‌ها را دارد.